# أحكام الأجر اليومي في الولايات المتحدة الأمريكية
إن بير دييم هي كلمة لاتينية بمعنى «عن كل يوم».وعادة ما تشير إلى المعدل اليومي لأي طريقة في الدفع. كما يمكن أن تشير إلى قدر معين من المال المتاح للفرد إنفاقه من قِبل مؤسسة معينة، وذلك لتغطية تكاليف المعيشة والسفر اللذان يتطلبهما العمل. إذاً، فهي البدل الذي يُعطى للموظف أو العامل لإنجاز مهمة أو الذهاب في جولة بعيداً عن الوطن.

## في الولايات المتحدة
تستخدم الولايات المتحدة دليل معدل البدل اليومى الصادر عن إدارة الخدمات العامة التي توفر معدلات ثابتة لعدد من المدن في الولايات المتحدة. وعندما يقدم صاحب العمل تقريراً عن مكسب الموظف في نهاية العام، يتم سرد البير دييم منفصلة عن العائد الضريبى تحت عنوان «متنوع. غير خاضع للضريبة».ومن المفترض أن يتم دفع البدل النقدى يومياً، بينما تكون في المكان البعيد.
ومن المتفق عليه أن يشمل البدل اليومي النفقات الإضافية التي يحتاجها أولئك الذين يعيشون في منأى عن الوطن، أي مقيمون في مكانين. وتقوم مصلحة الضرائب بتحديد الحد الأقصى للبدل اليومى تبعاُ للمنطقة-على سبيل المثال، نسبة البدل اليومى في مدينة نيويورك أعلى من النسبة فيجادسدن، ولاية ألاباما.
في حين أنه لزيادة نسبة بدلك اليومى، يجب ألا يقل نشاطك المتعلق بالعمل عن خمسين ميلاً من منزلك الذي تدفع عليه ضرائب، بالإضافة إلى أنه يتطلب إقامة شاملة البيات. ولا يقوم قانون ضريبة الدخل بتحديد عدد معين من الأميال، إلا أنه استناداً إلى أحكام ضريبة الدخل، فإنه من المتفق عليه أن مسافة 50 ميلاً تُعد مسافة معقولة لتبرير دفع البدل اليومي (البير دييم).
في حالة انتظار دافع الضرائب أن تنقضى فترة الوظيفة في أقل من عام بعيداً عن الوطن، فعلى الوقائع والظروف في هذه الحالة أن تحدد إما كانت تلك الوظيفة «مؤقتة» أم لا. أما إذا كان دافع الضرائب منتظر أن تستمر الوظيفة (وهذا ما يحدث في الواقع) ما بين عام أو عامين، عندئذ تعتبر ضريبة الدخل أن الوظيفة «غير مقيدة بزمن». وقد دافعي الضرائب قد دحض هذا الافتراض، من خلال إظهار بعض العوامل الموضوعية المنصوص عليها في الحكم الإيرادات. للعمل مع البقاء الفعلية أو المتوقعة من 2 سنوات أو أكثر، مصلحة الضرائب أن يحمل هذا العمل هو «لأجل غير مسمى»، بغض النظر عن أية وقائع أو ظروف أخرى.
وتُعد أي رحلة عمل تستغرق أكثر من 5000 ميل بمثابة بدلاً يومياً. ويمكنك المطالبة بالحد الأقصى للبير دييم دون ايصالات، ولكن أي شيء غير هذا يجب أن يدون في سجلات. اعلم أنه طالما أنت محتفظ بالمبلغ الذي تم إنفاقه وتاريخ الإنفاق،
فلن تحتاج إلى إيصال عن أي نفقات أقل من 75$. ومن أكثر الطرق المقبولة في تعقب النفقات «غير المسجلة» (على الأقل بإيصال) هي استخدام سجل وتقويم جيب.
يقوم الجيش الأمريكي بدفع بير دييم لأعضاءه طبقاً لقواعد السفر الفيدرالية المشتركة. تنص هذه اللوائح على أن يتم دفع 75% من نسبة اليومية المحددة من قِبل إدارة الخدمات العامة في اليوم الأول والأخير من الرحلة، في حين يتم دفع النسبة كاملة في بقية أيام السفر. كما تسير قواعد اليفر الفيدرالية المشتركة على قاعدة "لا تتطلب النفقات التي تقل عن 75$ إيصالاً، على الرغم من احتمال اشتباه موظفى الصرف المحليين في النفقات التي قد يشكون في صحتها.
وتسمح حكومة الولايات المتحدة للمسافرين الفيدراليين أيضاً بالشراء من المنزل حين تواجدهم في مكان الخدمة المؤقت، تطالب بنفقات البدل التالية: فائدة الرهن العقاري، والضرائب العقارية، وتكاليف المرافق القائمة.
كما يستخدم البير دييم في العقود لتحديد مستحقات عقوبة. وسيتم العثور على أن لذلك الإسهاب علاقة بالتاريخ المتوقع لإنهاء عقد العقارات، وعادة ما يتم تعويض المشترى في حالة تقصير البائع فيما يتعلق بالمنفعة.

## وصلات خارجية
- الرابطة داعمى الانتقال عبر العالم-نسبة البدل اليومى المحلية.

GSA - Domestic Per Diem Rates
- USA.gov - معدل البحث المحلى والعالمى للبدل اليومي[وصلة مكسورة]

USA.gov - Search Domestic and Foreign Per Diem Rates
- منشور مصلحة الضرائب 463 (2006)، السفر، والترفيه، والهدايا، ومصاريف السيارات.

IRS Publication 463 (2006), Travel, Entertainment, Gift, and Car Expenses